# قائمة الكنائس المسيحية في البحرين
يوجد بالبحرين عدد قليل من مباني الكنائس المسيحية ويوجد كنائس مسجلة رسمياً لكنها لا تملك مباني، هذه الكنائس تمثل الطوائف المسيحية الثلاثة الأرثوذكسية والكاثوليكية والبروتستانتية.

## قائمة الكنائس الكاثوليكية
انظر أيضًا: الرومانية الكاثوليكية في البحرين
- كنيسة القلب المقدس، المنامة
- كاتدرائية سيدة العرب - البحرين[2]
- كنيسة المالانكارا الهندية الكاثوليكية[3]
- كنيسة الملبار الهندية الكاثوليكية[4]

## قائمة الكنائس البروتستانتية
قائمة الكنائس البروتستانتية
- كنيسة القديس كريستوفر الأنجليكانية
- كنيسة جنوب الهند الأنجليكانية - كنيسة ماليالي
- كنيسة الاربعة مربعات
- كنيسة بيت التسبيح
- كنيسة الجلجثة
- الكنيسة الإنجيلية الوطنية للناطقين بالإنجليزية
- الكنيسة الإنجيلية الوطنية بالبحرين
- جماعة الله
- كنيسة جماعة الله - بيت الآب
- كنيسة يسوع الرائعة
- كنيسة فيلادلفيا[9]
- يسوع هو الرب البحرين
- كنيسة التاميل
- كنيسة إيمانويل
- كلمة الحياة الدولية
- كنيسة القديس بولس مار توما
- كنيسة مار توما[10]
- كنيسة الله
- كنيسة مجموعة المؤمنين البحرينين[11][12]

## قائمة الكنائس الأرثوذكسية
قائمة الكنائس الأرثوذكسية
- كنيسة القديس بطرس مالانكارا الهندية الأرثوذكسية اليعقوبية السريانية
- كاتدرائية القديسة مريم مالانكارا الهندية الأرثوذكسية
- كنيسة القديسة مريم القبطية الأرثوذكسية
- كنيسة القديس جاورجيوس للروم الأرثوذكس[14]

## روابط خارجية
- كنيسة الاربعة مربعات البروتستانتية